# Handball Trophy 2005-2006
L'Handball Trophy 2005-2006 è stata la 2ª edizione del torneo di pallamano riservato alle squadre partecipanti nella stagione corrispondente alla Serie A Élite.
Esso è stato organizzato dalla FIGH, la federazione italiana di pallamano.
Il torneo è stato vinto dalla Bologna United Handball per la 1ª volta nella sua storia.
Gli incontri si sono disputati a Bressanone in provincia di Bolzano.

## Formula
La competizione prevedeva la disputa di due gironi eliminatori da quattro squadre ciascuno con la formula del girone all'italiana con incontri di sola andata; a seguire semifinali e finali.

## Squadre partecipanti
| Città                 | Club           | Palasport               | Sponsor  | Stagione 2004-2005 |
| --------------------- | -------------- | ----------------------- | -------- | ------------------ |
| Bologna               | Bologna United | PalaSavena              |          | 5° in Serie A1     |
| Bressanone (BZ)       | Brixen         | Palasport di Bressanone | Forst    | 6° in Serie A1     |
| Conversano (BA)       | Conversano     | Pala San Giacomo        | Indeco   | 4° in Serie A1     |
| Gaeta (LT)            | Gaeta          | Arena Miramare          | Indeco   | 8° in Serie A1     |
| Merano (BZ)           | Meran          | Centro Carlo Wolf       | Indata   | Campione d'Italia  |
| Prato                 | Prato          | Pala Consiag            | Al.Pi.   | 7° in Serie A1     |
| Rubiera (RE) e Modena | Secchia        | Pala Bursi              | Gammadue | 3° in Serie A1     |
| Trieste               | Trieste        | Pala Chiarbola          |          | 2° in Serie A1     |

## Risultati

### Prima fase

#### Girone A
| Bressanone 9 settembre 2005 | Gaeta | 26 – 25 | Secchia |  |

| Bressanone 9 settembre 2005 | Meran | 18 – 16 | Conversano |  |

| Bressanone 9 settembre 2005 | Conversano | 24 – 16 | Secchia |  |

| Bressanone 9 settembre 2005 | Gaeta | 14 – 26 | Meran |  |

| Bressanone 10 settembre 2005 | Gaeta | 16 – 14 | Conversano |  |

| Bressanone 10 settembre 2005 | Meran | 20 – 21 | Secchia |  |

|  | Pos. | Squadra    | Pt | G | V | N | P | GF | GS | DR  |
|  | ---- | ---------- | -- | - | - | - | - | -- | -- | --- |
|  | 1.   | Meran      | 6  | 3 | 2 | 0 | 1 | 64 | 51 | +13 |
|  | 2.   | Gaeta      | 6  | 3 | 2 | 0 | 1 | 56 | 65 | -9  |
|  | 3.   | Conversano | 3  | 3 | 1 | 0 | 2 | 54 | 50 | +4  |
|  | 4.   | Secchia    | 3  | 3 | 1 | 0 | 2 | 62 | 70 | -8  |

#### Girone B
| Bressanone 9 settembre 2005 | Trieste | 24 – 19 | Bologna United |  |

| Bressanone 9 settembre 2005 | Prato | 20 – 12 | Brixen |  |

| Bressanone 9 settembre 2005 | Prato | 15 – 15 | Trieste |  |

| Bressanone 9 settembre 2005 | Bologna United | 25 – 20 | Brixen |  |

| Bressanone 10 settembre 2005 | Bologna United | 21 – 19 | Prato |  |

| Bressanone 10 settembre 2005 | Trieste | 22 – 18 | Brixen |  |

|  | Pos. | Squadra        | Pt | G | V | N | P | GF | GS | DR  |
|  | ---- | -------------- | -- | - | - | - | - | -- | -- | --- |
|  | 1.   | Trieste        | 7  | 3 | 2 | 1 | 0 | 61 | 52 | +9  |
|  | 2.   | Bologna United | 6  | 3 | 2 | 0 | 1 | 65 | 63 | +2  |
|  | 3.   | Prato          | 4  | 3 | 1 | 1 | 1 | 54 | 48 | +6  |
|  | 4.   | Brixen         | 0  | 3 | 0 | 0 | 3 | 50 | 67 | -17 |

### Torneo 1º posto
|  | Semifinali 1º-4º posto | Semifinali 1º-4º posto | Semifinali 1º-4º posto |                |         | Finale 1º-2º posto | Finale 1º-2º posto | Finale 1º-2º posto |  |
|  |                        |                        |                        |                |         |                    |                    |                    |  |
|  | Trieste                | Trieste                | 22                     |                |         |                    |                    |                    |  |
|  | Trieste                | Trieste                | 22                     |                |         |                    |                    |                    |  |
|  | Gaeta                  | Gaeta                  | 16                     |                |         |                    |                    |                    |  |
|  | Gaeta                  | Gaeta                  | 16                     |                | Trieste | Trieste            | 29                 |                    |  |
|  |                        |                        |                        |                | Trieste | Trieste            | 29                 |                    |  |
|  |                        |                        | Bologna United         | Bologna United | 31      |                    |                    |                    |  |
|  | Bologna United         | Bologna United         | Bologna United         | Bologna United | 31      | 18                 |                    |                    |  |
|  | Bologna United         | Bologna United         |                        |                |         | 18                 |                    |                    |  |
|  | Meran                  | Meran                  | 15                     |                |         | Finale 3º-4º posto | Finale 3º-4º posto | Finale 3º-4º posto |  |
|  | Meran                  | Meran                  | 15                     |                |         |                    |                    |                    |  |
|  |                        |                        |                        |                |         |                    |                    |                    |  |
|  |                        |                        |                        |                |         | Meran              | Meran              | 19                 |  |
|  |                        |                        |                        |                |         | Meran              | Meran              | 19                 |  |
|  |                        |                        |                        |                |         | Gaeta              | Gaeta              | 14                 |  |

### Torneo 5º posto
|  | Semifinali 5º-8º posto | Semifinali 5º-8º posto | Semifinali 5º-8º posto |            |       | Finale 5º-6º posto | Finale 5º-6º posto | Finale 5º-6º posto |  |
|  |                        |                        |                        |            |       |                    |                    |                    |  |
|  | Conversano             | Conversano             | 21                     |            |       |                    |                    |                    |  |
|  | Conversano             | Conversano             | 21                     |            |       |                    |                    |                    |  |
|  | Brixen                 | Brixen                 | 13                     |            |       |                    |                    |                    |  |
|  | Brixen                 | Brixen                 | 13                     |            | Prato | Prato              | 22                 |                    |  |
|  |                        |                        |                        |            | Prato | Prato              | 22                 |                    |  |
|  |                        |                        | Conversano             | Conversano | 21    |                    |                    |                    |  |
|  | Prato                  | Prato                  | Conversano             | Conversano | 21    | 20                 |                    |                    |  |
|  | Prato                  | Prato                  |                        |            |       | 20                 |                    |                    |  |
|  | Secchia                | Secchia                | 17                     |            |       | Finale 7º-8º posto | Finale 7º-8º posto | Finale 7º-8º posto |  |
|  | Secchia                | Secchia                | 17                     |            |       |                    |                    |                    |  |
|  |                        |                        |                        |            |       |                    |                    |                    |  |
|  |                        |                        |                        |            |       | Brixen             | Brixen             | 21                 |  |
|  |                        |                        |                        |            |       | Brixen             | Brixen             | 21                 |  |
|  |                        |                        |                        |            |       | Secchia            | Secchia            | 12                 |  |

## Campioni
| Vincitore Handball Trophy 2005-2006 |
| ----------------------------------- |
| Bologna United Handball 1º titolo   |